# مودم دی‌اس‌ال

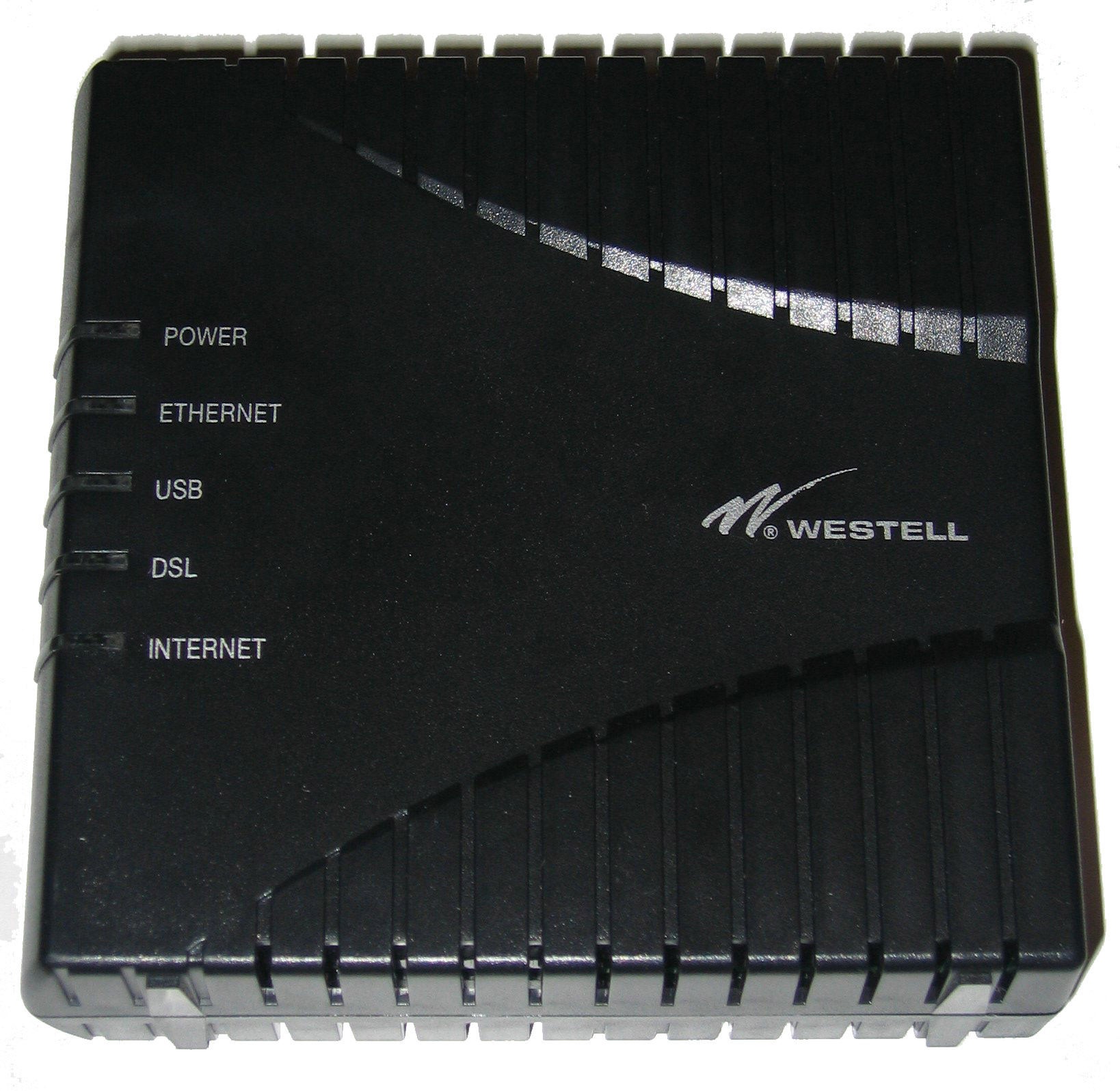

مودم ای‌دی‌اس‌ال (به انگلیسی: ADSL Modem) ابزاری است که جهت اتصال به شبکه اینترنت بر روی خطوط دیجیتالی (Digital Subscriber Line) به کار می‌رود.
به بیان ساده داده‌های اینترنتی در مرکز مخابراتی بر روی سیم تلفن یک مشترک خاص قرار گرفته و در مقصد یعنی در منزل مشترک توسط یک دستگاه به نام اسپلیتر (جداساز) از خط تلفن استخراج شده و وارد رایانه مشترک خواهند شد. از آنجا که سیگنال بر روی کابل‌های تلفن معمولی مسافت زیادی را نمی‌تواند طی کند، ADSL در فواصل اندک قابل استفاده است که معمولاً کمتر از ۵ کیلومتر است. البته بسته به کیفیت مودم و مشخصات فیزیکی آن این مقدار می‌تواند متفاوت باشد.
وقتی سیگنال به دفتر تلفن منطقه برسد ADSL از آن جدا شده و به سمت شبکه اینترنت هدایت می‌شود و در عین حال – فرکانس‌های صوتی سیگنال نیز وارد شبکه تلفن می‌شوند. به این صورت از یک انشعاب تلفن هم برای برقراری ارتباط تلفنی و هم برای ADSL استفاده خواهد شد.
برخی از پارامترهای مهمی که جزو ویژگی‌های اساسی در شبکه‌های ای دی اس ال حساب می‌شوند و بعضی از آن‌ها معیار برتری کیفیت مودم‌ها هم شمرده می‌شوند عبارتند از:
نسبت سیگنال به نویز (SNR): عبارتست از نسبت بین سیگنال ارسال شده رو خط تلفن و نویز (“اس ان ار” به معنای ضریب سیگنال به نویز است هرچه این عدد بالاتر باشد به معنای این است که خط از پایداری بیشتری در برابر نویز برخوردار است).
میرایی خط (Line Attenuation): عبارتست از نسبت میرایی سیگنال در طول خط که بعلت مشخصات فیزیکی خط از جمله مقاومت الکتریکی آن متغیر است.
قدرت خروجی سیگنال (Output Power): عبارتست از میزان توان خروجی سیگنال فرستاده شده روی خط. قدرت خروجی سیگنال با میزان SNR نسبت مستقیم دارد. بعبارت دیگر با بالاتر رفتن قدرت سیگنال خروجی، میزان SNR نیز افزایش خواهد یافت. البته بالا بودن قدرت سیگنال خروجی و بدست آوردن SNR بالا به این روش مفید فایده نیست زیرا بالا رفتن توان سیگنال خروجی باعث ایجاد همشنوایی (Cross Talk) روی خطوط تلفن بقیه مشترکان مرکز تلفن خواهد شد.
عملکرد اسپیلیتر (Spiliter) :در برخی مواقع به اشتباه اسپلیتر را نویز گیر می‌نامند در صورتیکه اسپلیتر عملکردش تفکیک و عدم تداخل فرکانس‌های مربوط به صدا و DSL است.[
جدول تخصیص فرکانس بر روی DSL :
برخی از رایج‌ترین تولیدکنندگان مودم‌های ای دی اس ال در دنیا عبارتند از:
- Linksys
- Asus
- D-Link
- TP-Link
- Buffalo
- Lattice Communications